# Mentzelia sinuata
Mentzelia sinuata är en brännreveväxtart som först beskrevs av Per Axel Rydberg, och fick sitt nu gällande namn av R.J.Hill. Mentzelia sinuata ingår i släktet Mentzelia och familjen brännreveväxter. Inga underarter finns listade i Catalogue of Life.